# 9. BAFTA-gála
A 9. BAFTA-gálát 1956. március 1-jén tartották, melynek keretében a Brit film- és televíziós akadémia az 1955. év legjobb filmjeit és alkotóit díjazta.

## Díjazottak és jelöltek
(a díjazottak félkövérrel vannak jelölve)

### Legjobb film és brit film
III. Richárd
- Rossz nap Black Rocknál
- Carmen Jones
- The Colditz Story
- The Dam Busters
- Édentől keletre
- Betörő az albérlőm
- Marty
- The Night My Number Came Up
- The Prisoner
- A hét szamuráj
- Simba
- Országúton
- Velence, nyár, szerelem

### Legjobb elsőfilmes
Paul Scofield – That Lady
- Jo Van Fleet – Édentől keletre

### Legjobb brit főszereplő
Laurence Olivier – III. Richárd
- Alfie Bass – The Bespoke Overcoat
- Alec Guinness – The Prisoner
- Jack Hawkins – The Prisoner
- David Kossoff – A Kid for Two Farthings
- Kenneth More – The Deep Blue Sea
- Michael Redgrave – The Night My Number Came Up

### Legjobb brit női főszereplő
Katie Johnson – Betörő az albérlőm
- Margaret Johnston – Touch and Go
- Deborah Kerr – The End of the Affair
- Margaret Lockwood – Cast a Dark Shadow

### Legjobb külföldi férfi főszereplő
Ernest Borgnine – Marty
- James Dean – Édentől keletre
- Jack Lemmon – Mr. Roberts
- Toshiro Mifune – A hét szamuráj
- Takashi Shimura – A hét szamuráj
- Frank Sinatra – Nem úgy, mint egy idegen

### Legjobb külföldi női főszereplő
Betsy Blair – Marty
- Dorothy Dandridge – Carmen Jones
- Judy Garland – Csillag születik
- Julie Harris – Sally Bowles
- Katharine Hepburn – Velence, nyár szerelem
- Grace Kelly – Vidéki lány
- Giulietta Masina – Országúton
- Marilyn Monroe – Hétévi vágyakozás

### Legjobb brit forgatókönyv
Betörő az albérlőm – William Rose
- The Constant Husband – Sidney Gilliat, Val Valentine
- The Dam Busters – R.C. Sherriff
- The Deep Blue Sea – Terence Rattigan
- Doktor a tengeren – Nicholas Phipps, Jack Davies
- The Night My Number Came Up – R.C. Sherriff
- The Prisoner – Bridget Boland
- Simba – John Baines
- Touch and Go – William Rose

### Legjobb animációs film
Blinkity Blank
- Animal Farm
- Down A Long Way
- Fudget's Budget
- The Lady And The Tramp
- Magoo Express

### Legjobb dokumentumfilm
Az eltünő préri
- Gold
- Miner's Window
- Strijd zonder einde

### Legjobb speciális film
The Bespoke Overcoat
- Mr. Mensah Builds A House
- The Steps Of Age

### Egyesült Nemzetek-díj az ENSZ Alapokmányának egy vagy több elvét bemutató filmnek
Hirosima gyermekei
- Rossz nap Black Rocknál
- Escapade
- Simba